# Crème double
La Crème double (en alemán: “Doppelrahm”), es conocida también como Double crème, es un producto lácteo similar a la nata ácida con un contenido graso de 40% hasta 55%. Esta crema se emplea en la elaboración de merengues así como el la fortificación de sopas, salsas o postres. Existe una variante de la Crème double muy conocida en cocina suiza denominada “Double crème de Gruyère” muy popular en el Cantón de Friburgo.

## Contenido graso
En Suiza las leyes de protección de alimentos permiten en productos lácteos contenidos grasos de cerca de 500 g por kg, pudiendo llegar a veces a contenidos de 66%. En las leyes alemanas para controlar los productos lácteos no se permiten tan altos contenidos y esa es la razón por la que las tarrinas suizas suelen tener un contenido graso mayor que las de origen alemán (que suelen rondar los 40 y 50%).